# Österreich-Rundfahrt 1997
L'Österreich-Rundfahrt 1997, quarantanovesima edizione della corsa, si svolse dal 29 maggio al 7 giugno su un percorso di 1539 km ripartiti in 9 tappe e un cronoprologo, con partenza da Vienna e arrivo a Villach. Fu vinto dall'italiano Daniele Nardello della Mapei-GB davanti al belga Frank Vandenbroucke e allo svizzero Oscar Camenzind.

## Tappe
| Tappa  | Data      | Percorso                            | km   | Vincitore di tappa  | Leader cl. generale |
| ------ | --------- | ----------------------------------- | ---- | ------------------- | ------------------- |
| Prol.  | 29 maggio | Vienna > Vienna (cron. individuale) | 3    | Oscar Camenzind     |                     |
| 1ª     | 30 maggio | Eisenstadt > Graz                   | 196  | Daniele Nardello    | Daniele Nardello    |
| 2ª     | 31 maggio | Graz > Gröbming                     | 208  | Frank Vandenbroucke | Daniele Nardello    |
| 3ª     | 1º giugno | Gröbming > Trumersee                | 160  | Dietmar Müller      | Daniele Nardello    |
| 4ª     | 2 giugno  | Trumersee > Bad Hofgastein          | 160  | Frank Vandenbroucke | Daniele Nardello    |
| 5ª     | 3 giugno  | Bad Hofgastein > Lienz              | 148  | Oscar Camenzind     | Daniele Nardello    |
| 6ª     | 4 giugno  | Lienz > Sankt Johann im Pongau      | 153  | René Andrle         | Daniele Nardello    |
| 7ª     | 5 giugno  | Sankt Johann im Pongau > Villach    | 170  | Daniele Nardello    | Daniele Nardello    |
| 8ª     | 6 giugno  | Faakersee > Kurs                    | 168  | Frank Vandenbroucke | Daniele Nardello    |
| 9ª     | 7 giugno  | Villach > Villach                   | 173  | Roland Schätti      | Daniele Nardello    |
| Totale | Totale    | Totale                              | 1539 |                     |                     |

## Dettagli delle tappe

### Prologo
- 29 maggio: Vienna > Vienna (cron. individuale) – 3 km

| Pos. | Corridore       | Squadra  | Tempo |
| ---- | --------------- | -------- | ----- |
| 1    | Oscar Camenzind | Mapei-GB | 2'48" |
| 2    | Dietmar Müller  |          | a 1"  |
| 3    | Thomas Liese    |          | s.t.  |

| Pos. | Corridore | Squadra | Tempo |
| ---- | --------- | ------- | ----- |

### 1ª tappa
- 30 maggio: Eisenstadt > Graz – 196 km

| Pos. | Corridore        | Squadra  | Tempo    |
| ---- | ---------------- | -------- | -------- |
| 1    | Daniele Nardello | Mapei-GB | 4h41'06" |
| 2    | Peter Wrolich    |          | a 1'34"  |
| 3    | Frantisek Trkal  |          | a 3'43"  |

| Pos. | Corridore        | Squadra  | Tempo    |
| ---- | ---------------- | -------- | -------- |
| 1    | Daniele Nardello | Mapei-GB | 4h43'47" |
| 2    | Peter Wrolich    |          | a 1'45"  |
| 3    | Oscar Camenzind  | Mapei-GB | a 3'49"  |

### 2ª tappa
- 31 maggio: Graz > Gröbming – 208 km

| Pos. | Corridore           | Squadra  | Tempo    |
| ---- | ------------------- | -------- | -------- |
| 1    | Frank Vandenbroucke | Mapei-GB | 5h27'51" |
| 2    | Oscar Camenzind     | Mapei-GB | s.t.     |
| 3    | Daniele Nardello    | Mapei-GB | s.t.     |

| Pos. | Corridore           | Squadra  | Tempo     |
| ---- | ------------------- | -------- | --------- |
| 1    | Daniele Nardello    | Mapei-GB | 10h11'32" |
| 2    | Frank Vandenbroucke | Mapei-GB | a 3'45"   |
| 3    | Oscar Camenzind     | Mapei-GB | a 3'49"   |

### 3ª tappa
- 1º giugno: Gröbming > Trumersee – 160 km

| Pos. | Corridore            | Squadra | Tempo    |
| ---- | -------------------- | ------- | -------- |
| 1    | Dietmar Müller       |         | 3h46'38" |
| 2    | Siegfried Schwischei |         | s.t.     |
| 3    | Frantisek Trkal      |         | a 17"    |

| Pos. | Corridore           | Squadra  | Tempo     |
| ---- | ------------------- | -------- | --------- |
| 1    | Daniele Nardello    | Mapei-GB | 13h58'27" |
| 2    | Frank Vandenbroucke | Mapei-GB | a 3'45"   |
| 3    | Oscar Camenzind     | Mapei-GB | a 3'49"   |

### 4ª tappa
- 2 giugno: Trumersee > Bad Hofgastein – 160 km

| Pos. | Corridore           | Squadra  | Tempo    |
| ---- | ------------------- | -------- | -------- |
| 1    | Frank Vandenbroucke | Mapei-GB | 3h39'15" |
| 2    | Bruno Risi          |          | s.t.     |
| 3    | Oscar Camenzind     | Mapei-GB | a 1"     |

| Pos. | Corridore           | Squadra  | Tempo     |
| ---- | ------------------- | -------- | --------- |
| 1    | Daniele Nardello    | Mapei-GB | 17h37'43" |
| 2    | Frank Vandenbroucke | Mapei-GB | a 3'34"   |
| 3    | Oscar Camenzind     | Mapei-GB | a 3'45"   |

### 5ª tappa
- 3 giugno: Bad Hofgastein > Lienz – 148 km

| Pos. | Corridore           | Squadra  | Tempo    |
| ---- | ------------------- | -------- | -------- |
| 1    | Oscar Camenzind     | Mapei-GB | 4h03'33" |
| 2    | Frank Vandenbroucke | Mapei-GB | s.t.     |
| 3    | Walter Bonca        |          | a 8"     |

| Pos. | Corridore           | Squadra  | Tempo     |
| ---- | ------------------- | -------- | --------- |
| 1    | Daniele Nardello    | Mapei-GB | 21h41'22" |
| 2    | Frank Vandenbroucke | Mapei-GB | a 3'18"   |
| 3    | Oscar Camenzind     | Mapei-GB | a 3'29"   |

### 6ª tappa
- 4 giugno: Lienz > Sankt Johann im Pongau – 153 km

| Pos. | Corridore      | Squadra | Tempo    |
| ---- | -------------- | ------- | -------- |
| 1    | René Andrle    |         | 3h11'29" |
| 2    | Bruno Risi     |         | a 6"     |
| 3    | Stefano Colagè | Refin   | a 12"    |

| Pos. | Corridore           | Squadra  | Tempo     |
| ---- | ------------------- | -------- | --------- |
| 1    | Daniele Nardello    | Mapei-GB | 24h56'50" |
| 2    | Frank Vandenbroucke | Mapei-GB | a 3'18"   |
| 3    | Oscar Camenzind     | Mapei-GB | a 3'29"   |

### 7ª tappa
- 5 giugno: Sankt Johann im Pongau > Villach – 170 km

| Pos. | Corridore            | Squadra     | Tempo    |
| ---- | -------------------- | ----------- | -------- |
| 1    | Daniele Nardello     | Mapei-GB    | 4h23'22" |
| 2    | Roland Schätti       |             | a 5"     |
| 3    | Wim van de Meulenhof | Foreldorado | s.t.     |

| Pos. | Corridore           | Squadra  | Tempo     |
| ---- | ------------------- | -------- | --------- |
| 1    | Daniele Nardello    | Mapei-GB | 29h20'02" |
| 2    | Frank Vandenbroucke | Mapei-GB | a 3'40"   |
| 3    | Oscar Camenzind     | Mapei-GB | a 3'48"   |

### 8ª tappa
- 6 giugno: Faakersee > Kurs – 168 km

| Pos. | Corridore           | Squadra  | Tempo    |
| ---- | ------------------- | -------- | -------- |
| 1    | Frank Vandenbroucke | Mapei-GB | 4h10'21" |
| 2    | Oscar Camenzind     | Mapei-GB | a 31"    |
| 3    | Valentino Fois      | Mapei-GB | a 41"    |

| Pos. | Corridore           | Squadra  | Tempo     |
| ---- | ------------------- | -------- | --------- |
| 1    | Daniele Nardello    | Mapei-GB | 33h31'09" |
| 2    | Frank Vandenbroucke | Mapei-GB | a 2'44"   |
| 3    | Oscar Camenzind     | Mapei-GB | a 3'27"   |

### 9ª tappa
- 7 giugno: Villach > Villach – 173 km

| Pos. | Corridore       | Squadra    | Tempo    |
| ---- | --------------- | ---------- | -------- |
| 1    | Roland Schätti  |            | 4h04'27" |
| 2    | Andrej Hauptman |            | s.t.     |
| 3    | Roman Stöffel   | Nürnberger | s.t.     |

| Pos. | Corridore           | Squadra  | Tempo     |
| ---- | ------------------- | -------- | --------- |
| 1    | Daniele Nardello    | Mapei-GB | 37h36'42" |
| 2    | Frank Vandenbroucke | Mapei-GB | a 2'44"   |
| 3    | Oscar Camenzind     | Mapei-GB | a 3'27"   |

## Classifiche finali

### Classifica generale
| Pos. | Corridore           | Squadra                     | Tempo     |
| ---- | ------------------- | --------------------------- | --------- |
| 1    | Daniele Nardello    | Mapei-GB                    | 37h36'42" |
| 2    | Frank Vandenbroucke | Mapei-GB                    | a 2'44"   |
| 3    | Oscar Camenzind     | Mapei-GB                    | a 3'27"   |
| 4    | Walter Bonca        |                             | a 6'05"   |
| 5    | Kurt Van De Wouwer  | Vlaanderen 2002-Eddy Merckx | a 9'31"   |
| 6    | Harald Morscher     |                             | a 9'39"   |
| 7    | Eddy Bouwmans       | Foreldorado-Golff           | a 9'50"   |
| 8    | Frédéric Gabriel    | Mutuelle de Seine-et-Marne  | a 9'58"   |
| 9    | Gerd Audehm         | Team Nürnberger             | a 10'00"  |
| 10   | Bernhard Gugganig   |                             | a 10'14"  |